# 银锭台吉
银锭台吉（1533年—1575年），汉文史籍简称银锭把都儿台吉、银定台吉，孛儿只斤氏。为《蒙古源流》中的鄂克拉罕伊勒登诺延。16世纪蒙古右翼鄂尔多斯部領主，达延汗第三子巴尔斯博罗特之孙，衮必里克墨尔根的第九子。
阿穆尔达喇达尔罕率领鄂尔多斯三鄂托克阿玛该，驻牧于榆林、孤山边外。与明朝互市于陕西榆林县北十里的红山，明朝封他为指挥同知。隆庆末年，率七百骑，跟随切尽黄台吉西行，攻略西番（青海藏族、撒里畏兀儿族等），通过明朝昌宁湖、永昌卫，与明军发生冲突，被俺答汗责罚。后来约束部众，与明朝如约通贡互市。
他有三个儿子：
1. 格齐吉伊勒登诺颜
2. 库图克台台吉
3. 贝巴哩诺延